# GP Ciudad de Eibar
De Gran Premio Ciudad de Eibar is een eendaagse wielerwedstrijd voor vrouwen die sinds 2018 jaarlijks wordt verreden in de omgeving van Eibar, in de regio Baskenland in Spanje. De wedstrijd valt vanaf 2021 in de UCI 1.1-categorie en werd in 2024 gepromoveerd naar de UCI Women's ProSeries.
In 2018 was Sara Martín Martín de eerste winnares namens Sopela Women’s Team, in 2019 werd zij opgevolgd door Lorena Llamas García (Movistar Women’s Team). In 2020 werd de koers niet verreden als gevolg van de Coronapandemie. In 2021 won de Nederlandse Anna van der Breggen de koers in haar laatste jaar als wielerprof. In 2022 en 2023 won de Canadese Olivia Baril, die daarmee recordhoudster is.

## Erelijst
| Jaar | Eerste               | Tweede                    | Derde                  |
| ---- | -------------------- | ------------------------- | ---------------------- |
| 2018 | Sara Martín Martín   | Christina Martinez Bonafe | Ainara Elbusto Arteaga |
| 2019 | Lorena Llamas Garcia | Paula Patiño              | Lourdes Oyarbide       |
| 2021 | Anna van der Breggen | Annemiek van Vleuten      | Elisa Longo Borghini   |
| 2022 | Olivia Baril         | Ane Santesteban           | Mavi García            |
| 2023 | Olivia Baril         | Sheyla Gutiérrez          | Joelija Birjoekova     |
| 2024 | Yurani Blanco        | Usoa Ostolaza             | Henrietta Christie     |

### Meervoudige winnaressen
| Overwinningen | Renster      | Land   | Jaren      |
| ------------- | ------------ | ------ | ---------- |
| 2             | Olivia Baril | Canada | 2022, 2023 |

### Overwinningen per land
| Overwinningen | Land      |
| ------------- | --------- |
| 3             | Spanje    |
| 2             | Canada    |
| 1             | Nederland |

Schwalbe Women's One Day Classic · 
Ronde van Valencia · 
Wielerweek van Valencia · 
GP Oetingen · 
Nokere Koerse · 
Dwars door Vlaanderen · 
Brabantse Pijl · 
Clásica Féminas de Navarra · 
Veenendaal-Veenendaal Classic · 
Ronde van Thüringen · 
GP Fourmies · 
Grote Prijs van Stuttgart · 
Ronde van Emilia · 
GP Ciudad de Eibar · 
Ronde van de Drie Valleien